# Mittelmeer-Bachforelle
Die Mittelmeer-Bachforelle oder Korsikaforelle (Salmo cettii) ist eine Fischart aus der Familie der Lachsfische (Salmonidae), die auf Korsika, Sardinien, Sizilien und in Italien im Bereich der Magra vorkommt. Viele Autoren sehen die Mittelmeer-Bachforelle als eine Unterart der Forelle (als Salmo trutta macrostigma). Ob die heute als Mittelmeer-Bachforelle angesehene Art bzw. Unterart mono- oder polyphyletisch ist, ist noch unklar.

## Merkmale
Mittelmeer-Bachforellen bleiben meist relativ klein und erreichen eine Körperlänge von höchstens 40 Zentimetern. Der Körper weist 20 bis 60 schwarze und bräunlich-rote, kleine, augenähnliche Punkte sowie auch im ausgewachsenen Zustand neun bis 13 dunkle Balken auf den Flanken auf. Die Schwanzflosse ist leicht eingebuchtet.

## Lebensweise
Die Tiere besiedeln Bäche im Hügelland und karstige Quellbereiche im Flachland. Sie halten sich gerne in dicht bewachsenen Bereichen auf. Als Nahrung dienen vor allem Wasserinsekten. Die Laichzeit liegt zwischen Januar und März, die Eier werden auf Kiesgrund im flachen Wasser abgelegt.

## Gefährdung und Schutz
Die Mittelmeer-Bachforelle wird von der International Union for Conservation of Nature and Natural Resources (IUCN) als gering gefährdet (Near Threatened, NT) eingestuft. Die Art ist durch Wasserentnahme, Überfischung und Einbringung von Gebietsfremden Forellenarten bedroht. Laut IUCN wird vermutet, dass während der letzten drei Generationen (10 bis 12 Jahre) der Bestand um fast 30 % zurückgegangen ist. Auf Grund von wahrscheinlich zunehmender Wasserentnahme ist von einem weiteren Rückgang auszugehen.
Die Mittelmeer-Bachforelle wird von der Europäischen Union im Anhang II der FFH-Richtlinie geführt und gilt damit als Art von gemeinschaftlichem Interesse, für deren Erhaltung von den Mitgliedsstaaten besondere Schutzgebiete ausgewiesen werden müssen.